# Wikitribune
Wikitribune er et nyhedswebsted, hvor professionelle journalister undersøger og rapporterer nyheder, og hvor frivillige kuraterer artikler ved korrekturlæsning, faktatjek og tilføjelse af kilder. Jimmy Wales, medstifter af Wikipedia, annoncerede webstedet i april 2017. Wikitribune er ikke tilknyttet Wikipedia eller dets moderorganisation Wikimedia Foundation.
| Citat       | Dette vil være første gang, at professionelle journalister og private vil arbejde side om side som ligestillede med at skrive historier, mens de sker, redigere dem direkte som de udvikler sig, og på alle tidspunkter bakket op af et community der kontrollerer og laver efterkontrol på alle fakta | Citat |
| Jimmy Wales | |       |

På nuværende tidspunkt er demo-versionen af webstedet kun gjort tilgængeligt for et udvalgt publikum, som for eksempel nyhedsmedier.